# Friedrich Ellendt
Friedrich Ellendt (vollständiger Name Friedrich Theodor Ellendt, * 6. Januar 1796 in Kolberg; † 11. Mai 1855 in Eisleben) war ein deutscher Klassischer Philologe und Gymnasialdirektor.

## Leben
Friedrich Ellendt war der Sohn eines Kaufmanns, der während der Napoleonischen Kriege 1807 nach Königsberg übersiedelte. Ab 1811 arbeitete der Vater als Konrektor in Memel. Friedrich Ellendt besuchte das Altstädtische Gymnasium in Königsberg und studierte an der dortigen Universität zunächst evangelische Theologie, später Klassische Philologie. Während seines Studiums wurde er 1817 Mitglied der Alten Königsberger Burschenschaft. Zu seinen akademischen Lehrern zählten der Philologe Christian August Lobeck, der Philosoph Johann Friedrich Herbart und der Historiker Karl Dietrich Hüllmann. 1819 schloss Ellendt sein Studium mit der Promotion zum Dr. phil. und mit dem Lehramtsexamen ab. Im selben Jahr wurde er als Lehrer am Altstädtischen Gymnasium angestellt und habilitierte sich an der Universität Königsberg, wo er seitdem neben dem Schuldienst Vorlesungen hielt. Bereits 1821 wurde er am Gymnasium auf die 7. Oberlehrerstelle befördert. Am 28. April 1825 ernannte ihn die Universität Königsberg zum außerordentlichen Professor der „alten Litteratur“.
Ellendts Gesundheit litt unter seiner unausgesetzten wissenschaftlichen und pädagogischen Tätigkeit. 1835 gewährte ihm die Schulbehörde einen mehrmonatigen Erholungsurlaub in Italien, den Ellendt unter anderem zu wissenschaftlicher Arbeit in den Bibliotheken von Venedig, Florenz und Rom nutzte. Noch im selben Jahr erhielt Ellendt einen Ruf an das Königliche Gymnasium in Eisleben, dessen Direktor Karl Wilhelm Siebdrat 1834 verstorben war. Ellendt trat seine Nachfolge an und leitete das Gymnasium bis zu seinem Tod 1855.
Zu Beginn seines 20-jährigen Rektorats führte Ellendt weitreichende Reformen zur Unterrichtsverbesserung durch: Er entwarf einen allgemeinen Lehrplan für alle Klassen und Fächer des Unterrichts, der von 1835 bis 1837 umgesetzt und am 24. Oktober 1837 vom Ministerium offiziell genehmigt wurde; außerdem bestimmte er die Frequenz der schriftlichen Arbeiten in den Fächern Latein, Griechisch, Deutsch, Französisch und Mathematik, legte einen Lektürekanon und die zu verwendenden Lehrbücher fest, erweiterte die Schulbibliothek, erhöhte die Stundenzahl für den Lateinunterricht und setzte den Grundsatz durch, dass jedes Unterrichtsfach nur von einem bestimmten Lehrer vertreten wurde. 1846 veröffentlichte Ellendt eine umfangreiche Geschichte des Königlichen Gymnasiums zu Eisleben, die sich so gut verkaufte, dass Ellendt 1847 eine Stiftung für begabte Schüler des Gymnasiums einrichtete, deren Kapital aus den Einnahmen des Buchverkaufs bestand. 1846 erhielt Ellendt den Roten Adlerorden 4. Klasse. Er starb am 11. Mai 1855 im Alter von 59 Jahren.

## Schriften (Auswahl)
- De prologis tragoediae Graecae dissertatio. Königsberg 1819 (Dissertation)
- Ciceronis Brutus. Recensuit, emendavit, interpretatus est Fr. Ellendt. Königsberg 1825. 2. Auflage 1844
- Lateinisches Lesebuch für die unteren Classen. Königsberg 1826. 12. Auflage 1852. 18. Auflage, bearbeitet von Moritz Seyffert, Berlin 1875
- Lehrbuch der Geschichte für die obern Klassen der Gymnasien. Königsberg 1827. 4. Auflage 1853
- De formis enuntiatorum conditionalium linguae Latinae commentatio. Königsberg 1827
- De tragicis Graecis inprimis de Euripide ex ipsorum aetate et temporibus iudicandis aequaliumsque iudicio commentatio. Königsberg 1827
- Lexicon Sophocleum. Zwei Bände, Königsberg 1835
  - 2. Auflage von Hermann Genthe, Berlin 1872. Nachdrucke Hildesheim 1958, 1965
- Lateinische Grammatik für die unteren Klassen der Gymnasien. Königsberg 1835. 17. Auflage, bearbeitet von Moritz Seyffert, Berlin 1872. 61. Auflage 1917
- M. Tullii Ciceronis De oratore libri tres. Recensuit, emendavit, interpretatus est Fr. Ellendt. Königsberg 1840
- Ueber das religiös-sittliche Bewußtsein der Philologen und Schulmänner, besonders Preußens. Eisleben 1843
- Geschichte des Königlichen Gymnasiums zu Eisleben. Eisleben 1846
- Ueber die Genesis der Revolution und ihren Weltgang. Eisleben 1851
- De cognomine et agnomine Romano. Königsberg 1853